# Monticello Amiata
Monticello Amiata est une frazione de la commune de Cinigiano, province de Grosseto, en Toscane, Italie. Au moment du recensement de 2011 sa population était de 442 habitants.
Le hameau est situé sur le versant ouest du Mont Amiata, à 50 km de la ville de Grosseto.

## Monuments
- Église San Michele Arcangelo (XIIIe siècle), reconstruite entre 1815 et 1832
- Oratoire de la Compagnia di San Sebastiano (XVe siècle)
- Sanctuaire de la Madonna in Val di Prata (XIIIe siècle), reconstruite entre 1847 et 1865
- Chapelle de la Madonna del Lampino
- Palazzo Comunale (XVIIe siècle)
- Les Murailles de Monticello Amiata, fortifications médiévales (XIe siècle au XIIIe siècle).